# Шевченково (Гадячский район)
Шевченково (укр. Шевченкове) — село,
Сватковский сельский совет,
Гадячский район,
Полтавская область,
Украина.
Код КОАТУУ — 5320487204. Население по переписи 2001 года составляло 52 человека.

## Географическое положение
Село Шевченково находится в балке Шевченков Яр, в 2,5 км от села Сватки.
По селу протекает пересыхающий ручей с запрудой.
Рядом проходит автомобильная дорога Т-1913.

## История
- 1905 — дата основания.

## Экономика
- Молочно-товарная ферма.